# コカ・コーラレッドスパークス (ホッケー)
コカ・コーラレッドスパークス（Coca-Cola Red Sparks）は、広島県広島市を拠点に活動する、ホッケー日本リーグに所属する女子ホッケーチームである。

## 概要
母体はコカ・コーラボトラーズジャパン。チーム名は母体の企業カラーである「赤（RED）」と、「飛び散る火花（SPARKS）」を合わせた造語で、グラウンドを駆け回る選手たちの勇姿をイメージして名づけられた。モットーは「良き社会人・良き企業人・良きアスリート」。チームマスコットは、スパークイーン。
2007年に広島市安佐北区・NTT広島総合グラウンド内に、ホッケー専用スタジアムであるコカ・コーラウエストレッドスパークス（CCWRS）ホッケースタジアムが竣工されて以来本拠地にするなど、チーム強化を行っている。
1996年、山陽コカ・コーラボトリング（後のコカ・コーラウエスト）のホッケー部として創部。同年ひろしま国体では3位入賞。2005年、西日本女子リーグ優勝。同年から日本リーグに参加。 2006年、持株会社移行によりラグビー部とともにコカ・コーラウエストホールディングスに移管、チーム愛称を「レッドスパークス」とした。2007年、トップス広島に加入。
2008年、元日本代表コーチの柳承辰を監督に迎える。同年には田村洋二ゼネラルマネージャーが日本トップリーグ連携機構トップリーグトロフィー受賞。2008-09シーズン、初優勝の可能性もあったが、最終的には2位で終わった。その後もソニーの後塵を拝し2位が続いたが、2010-11シーズンのプレーオフでソニーに勝利しリーグ初優勝を飾る。
2015年、朴善美が引退しヘッドコーチに就任する。
2018年1月、母体企業であったコカ・コーラウエストが吸収合併され、コカ・コーラボトラーズジャパンが母体企業となったことに伴い、コカ・コーラウエストレッドスパークスからコカ・コーラレッドスパークスに名称変更した。

## 選手・スタッフ
2015年2月現在

### スタッフ
- ヘッドコーチ：朴善美
- チームオーナー：末吉紀雄
- 部長：柴田暢雄
- GM：矢野茂樹

### 選手
GK
- 1 : 吉川由華
- 12 : 菅原梢

FB
- 3 : 西田奈央
- 8 : 小野真由美
- 14 : 齋藤明日香
- 20 : 錦織えみ

MF
- 4 : 浅井悠由
- 5 : 西村綾加
- 6 : 大田昭子

FW
- 7 : 三橋亜記
- 9 : 新井麻月
- 10 : 湯田葉月
- 11 : 笠原佳乃
- 13 : 加藤彰子
- 19 : 金藤祥子

### 主な過去在籍選手
- 仲谷美紀
- 駒澤李佳
- ヤヌ・ヴィランド